# QR Водолея
QR Водолея (лат. QR Aquarii) — двойная затменная переменная звезда типа W Большой Медведицы (EW) в созвездии Водолея на расстоянии приблизительно 963 световых лет (около 295 парсеков) от Солнца. Видимая звёздная величина звезды — от +13,6m до +13m. Орбитальный период — около 0,2409 суток (5,782 часов).

## Характеристики
Первый компонент — жёлто-оранжевый карлик спектрального класса K-G. Радиус — около 0,9 солнечного, светимость — около 0,435 солнечной. Эффективная температура — около 4941 К.